# Bactrocera grandistylus
Bactrocera grandistylus är en tvåvingeart som beskrevs av Drew och Albany Hancock 1995. Bactrocera grandistylus ingår i släktet Bactrocera och familjen borrflugor.
Artens utbredningsområde är Nya Kaledonien. Inga underarter finns listade.